# فالی
رافائل رومرو سرانو معروف به فالی (انگلیسی: Fali؛ زادهٔ ۲۲ فوریهٔ ۱۹۸۶) بازیکن فوتبال بازنشسته اهل اسپانیا است که در پست دفاع راست بازی می‌کرد. فالی که در کوردوبا، اندلس، اسپانیا متولد شد، کار خود را در باشگاه فوتبال کوردوبا محلی آغاز کرد.